# Ercolano
Ercolano (nápolyiul Herculano) község (comune) Olaszország Campania régiójában, Nápoly megyében. A Vezúv 79-es kitörése során elpusztított Herculaneum helyén épült, a Vezúv nyugati lejtőjén, a tűzhányó és a tengerpart között.

## Fekvése
Nápolytól 8 km-re délkeletre fekszik. Határai: Boscotrecase, Massa di Somma, Ottaviano, Pollena Trocchia, Portici, San Giorgio a Cremano, San Sebastiano al Vesuvio, Sant’Anastasia, Somma Vesuviana, Torre del Greco és Trecase.

## Története
Ercolanót (79-ig Herculaneum néven ismert) valószínűleg az oszkok alapították az i. e. 8. században, később etruszk majd szamniszi fennhatóság alá került. A rómaiak alatt a város neves tengerparti üdülőhely volt, ahol a birodalom leggazdagabb polgárai töltötték nyári szabadidejüket. A Vezúv 79-es kitörése során a várost vastagon betakarta a vulkáni hamu. A vidék ezt követően majdnem ezer évig lakatlan maradt. Újranépesedésének nyomai 1000 környékéről származnak: a Castel di Resina egy közeli dombra épült erődítmény és menedékhely volt. A következő ötszáz év során a vár körül kialakult Resina városa, amelynek negyedei az egykori Herculaneum betemetett romjaira épültek. 1709-ben találták meg az első leleteket, azóta az ókori város nagy részét kiásták. Resina Két Szicília Királyságának városa volt, 1861-ig, amikor egyesült az újonnan megalakított Olasz Királysággal. 1969-ben a település nevét Resináról Ercolanóra változtatták az ókori város emlékére.

## Népessége
A népesség számának alakulása:

## Látnivalói
- Herculaneum – legfontosabb turisztikai vonzereje, a 79-ben, a Vezúv kitörése által elpusztított római város maradványai. Ma az UNESCO világörökség része.
- Vezúvi villák – nemesi villák sora, amely Nápolytól Ercolano városáig húzódik.
- Vezúvi Nemzeti Park – Ercolanóból indul a Vezúvra felkapaszkodó út.

## Megközelíthetőség
Ercolano legkönnyebben vasúton közelíthető meg. A Circumvesuviana vasúttársaság Ercolano Scavi nevű megállója az ásatásoktól 5 perc gyaloglásra található.Nápolyból ugyanakkor rendszeres autóbuszjárat indul.